# Glenway Wescott

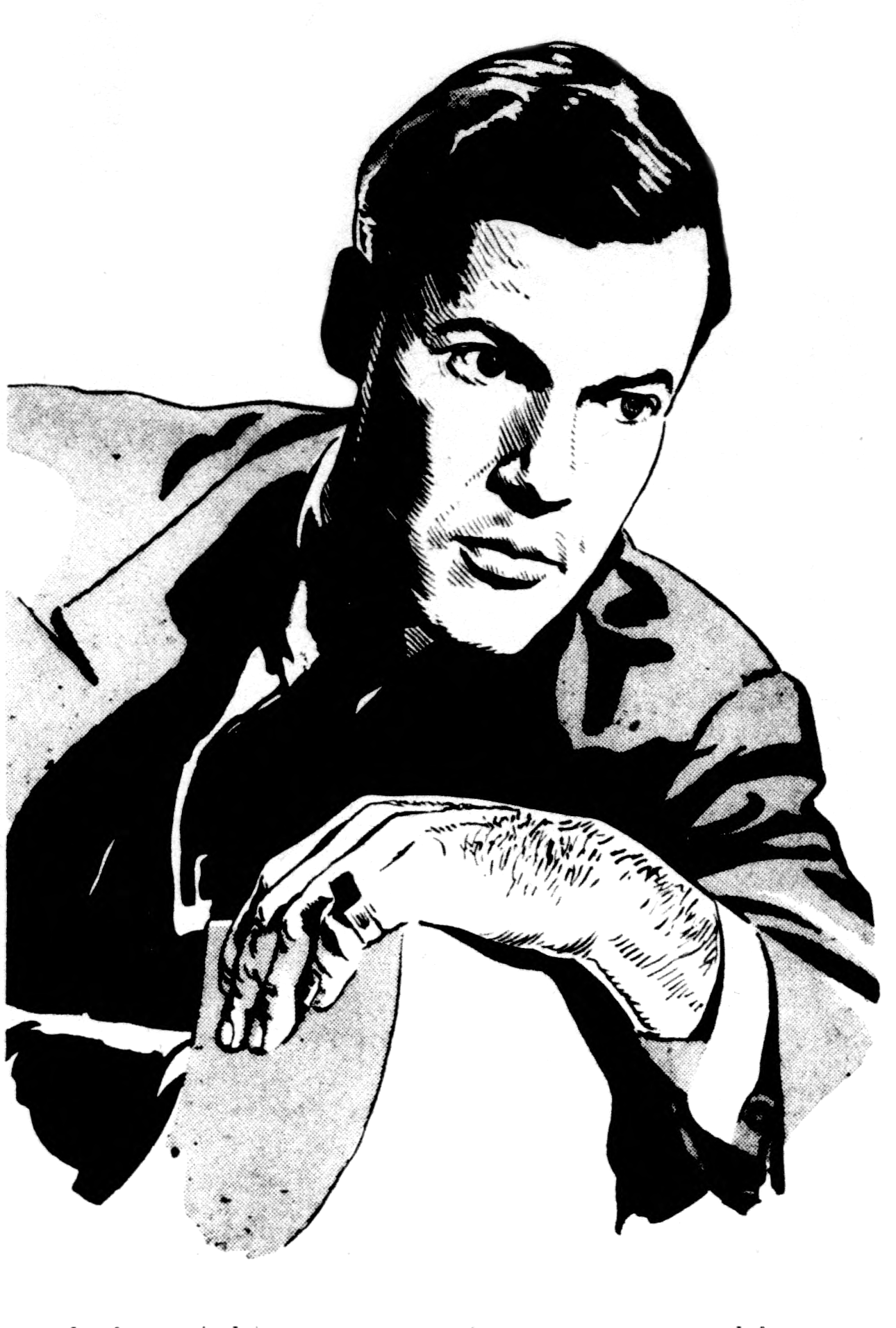
Glenway Wescott

Glenway Wescot (Kewaskum, 11 april 1901 - Rosemont, 22 februari 1987) was een Amerikaans schrijver en dichter.

## Biografie
Wescot had een relatie met uitgever Monroe Wheeler.
Hij was de broer van Lloyd Wescott.

## Publicaties
- The bitterns (1920), poëzie
- The apple of the eye (1924)
- The grandmothers (1927) ook verschenen als A family portrait
- Goodbye Wisconsin (1928), verhalen bundel
- The babe' s bed (1930)
- A calender of saints (1932)
- Fear and trembling (1932)
- The pilgrim hawk (1940)
- Apartment in Athens (1945)

## Erkentelijkheden
- 1927 - Harper Novel Prize voor The grandmothers

- Bibsys: 90625724
- Bibliothèque nationale de France: cb12465950m (data)
- Catàleg d'autoritats de noms i títols de Catalunya: 981058519987606706
- CiNii: DA03284742
- Gemeinsame Normdatei: 118806777
- International Standard Name Identifier: 0000 0001 1038 638X
- Library of Congress Control Number: n50003879
- Nationale Bibliotheek van Tsjechië: xx0020946
- Nationale Bibliotheek van Israël: 987007583352505171
- Nationale Bibliotheek van Polen: a0000002472093
- Nationale en Universitaire bibliotheek Zagreb: 000105836
- Nederlandse Thesaurus van Auteursnamen: 071437657
- Réseau des bibliothèques de Suisse occidentale: 02-A003969070
- Istituto Centrale per il Catalogo Unico: RAVV026403
- SNAC: w6j67hn7
- Système universitaire de documentation: 033843317
- Union List of Artist Names: 500444673
- Virtual International Authority File: 12405830
- WorldCat: E39PBJqbhc8kJMt4GPWYXYjBfq